# Joachim Sigismund Ditlev Knuth

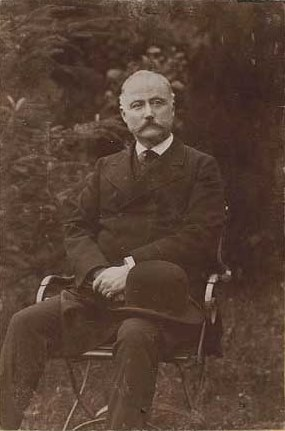
Joachim Sigismund Ditlev Knuth-Conradsborg, 1892

Graf Joachim Sigismund Ditlev Knuth-Conradsborg (* 15. Juni 1835 in Lindersvold; † 19. Oktober 1905) war ein dänischer Diplomat.

## Leben
Joachim Sigismund Ditlev Knuth war ein Sohn des Amtmanns und Kammerherrn Hans Schack Knuth und dessen Gattin Frederikke Sophie Elisabeth Knuth, geborene de Løvenørn.
1854 wurde Knuth Student in Frederiksborg. 1860 machte er seinen Abschluss als cand. polit. Im selben Jahr wurde Knuth Assistent im Finanzministerium, 1867 wurde er Attaché in Berlin. 1863 wurde Knuth Legationssekretär in Sankt Petersburg, 1870 in Stockholm, 1871 in Paris. 1881 war einer der dänischen Delegierten auf dem Elektrizitätskongress in Paris. 1884 wurde er Gesandter in Wien, 1890 in Rom, 1894 zudem außerordentlicher Gesandter in Madrid. 1895 nahm er seinen Abschied.
1887 wurde Knuth zum Kommandeur des Dannebrogordens 2. Grades, 1892 1. Grades ernannt.